# Het eiland D-7
Het eiland D-7 is het vierde stripalbum uit de stripreeks De vierde kracht. Het album is geschreven en getekend door Juan Giménez. Van dit album verschenen tot nu toe een druk bij uitgeverij Medusa in 2016.

## Inhoud
Gal en Jak denken een schuilplaats te hebben gevonden op het eiland D-7 maar al gauw blijkt dat de wapenindustrie deze plaats heeft uitgekozen om haar arsenaal te verkopen. De bedrijven voeren oorlog en de winnaar mag zijn wapens verkopen. Op het eiland bevindt zich een kind is die over dezelfde gaven beschikt als Gal.